# Меган Шепърд
Меган Шепърд (на английски: Megan Shepherd) е американска писателка на произведения в жанра трилър, фентъзи, хорър и детска литература.

## Биография и творчество
Меган Шепърд е родена на 13 май 1982 г. в Ашвил, Северна Каролина, САЩ. Израства в света на книгите в независимата книжарница на родителите си в Бревард. Следва международни отношения и уми френски, немски и руски език в Университета на Северна Каролина в Чапъл Хил. След дипломирането си се включва в Корпуса на мира и прекарва две години в село в Сенегал, където преподава на учениците обучение за дивата природа. Живяла е известно време и в Коста Рика, Шотландия и Испания. Докато е в Сенегал събира традиционни устни фолклорни приказки, с които съставя илюстрована книга и я разпространява в селските училища. Това я мотивира след завръщането си в САЩ да продължи да пише от 2008 г. книги за юноши.
Първият ѝ роман, фантастичният трилър „Дъщерята на лудия“ от едноименната поредица, е издаден през 2013 г. В историята главната героиня Джулиет след различни перипетии търси с помощта на двама приятели и накрая намира изчезналия си баща, който на изолиран остров се занимава ужасяващи експериментални операции върху животните, за да види дали могат да станат като хора, а това го заплашва от психическо самоунищожение. Романът става бестселър, печели наградата на Северна Каролина за книга за юноши и е приет за екранизация.
През 2018 г. е издаден романът ѝ „Мрачните красавци“ от едноименната поредица. Главната героиня Анук е зверче – животинка, превърната чрез магия в момиче, за служи на своята повелителка, вещицата Мада Витора. Един ден Анук я открива мъртва и е обвинена в убийство. Заедно с останалите зверчета трябва да открият истинския убиец, преди преобразяващото заклинание да изчезне, а тя мечтае да бъде като Хубавите – да носи дрехи по последна мода, да кара бързи коли и да притежава свободата да се влюби.
Меган Шепърд живее със семейството си в 125-годишна ферма извън Ашвил в планината Блу Ридж. Във фермата обича да се занимава с градинарство и с конна езда в планината.

## Произведения

### Самостоятелни романи
- The Secret Horses of Briar Hill (2016)[1][2][3]
- Dog Star (2022)
- Tim Burton's The Nightmare Before Christmas (2023)

### Поредица „Дъщерята на лудия“ (Madman's Daughter)
1. The Madman's Daughter (2013)[1][2][3][4]
2. Her Dark Curiosity (2014)
3. A Cold Legacy (2015)

### Поредица „Клетката“ (Cage)
1. The Cage (2015)[1][2][3]
2. The Hunt (2016)
3. The Gauntlet (2017)

### Поредица „Мрачни красавци“ (Grim Lovelies)
1. Grim Lovelies (2018)[1][2][3][4]
Мрачните красавци, изд.: „Егмонт България“, София (2019), прев. Лили Илиева
2. Midnight Beauties (2019)
Среднощните зверчета, изд.: „Егмонт България“, София (2020), прев. Цветелина Тенекеджиева

### Поредица „Компендиум за злонамереност“ (Malice Compendium)
1. Malice House (2022)[1][2][3][4][6]
2. Midnight Showing (2023)

### Новели и разкази
- Hide-and-Seek (2015)
- The Lore of Crow Cullom (2019)[1]

### Екранизации
- ?? Madman's Daughter